# Zweitstudium
Ein Zweitstudium ist ein weiteres grundständiges Studium, das nach erfolgreichem Abschluss eines Studiums aufgenommen wird.

## Abgrenzung des Begriffs

### Nach der Art des weiteren Studienganges
Kennzeichnend für ein Zweitstudium ist, dass es sich beim weiteren Studium um ein grundständiges Studium handelt. Grundständige Studiengänge sind Studiengänge, die auch als Erststudium gewählt werden können, für die also kein abgeschlossenes Hochschulstudium Zulassungsvoraussetzung ist. Dadurch wird das Zweitstudium vom postgradualen Studium abgegrenzt, für das ein abgeschlossenes Hochschulstudium Voraussetzung ist.

### Nach der zeitlichen Abfolge
Eine weitere Abgrenzung besteht zum Doppelstudium oder Parallelstudium, bei dem mit dem Studium des zweiten Faches begonnen wird, bevor das Erststudium abgeschlossen ist.

### Eingrenzung der Abschlüsse, die als Erststudium gewertet werden
Bildungseinrichtungen, deren Abschlüsse allgemein als Erststudien gewertet werden, sind: Universitäten, Gesamthochschulen, Pädagogische Hochschulen, Musikhochschulen, Kunsthochschulen, Sporthochschulen, Bundeswehrhochschulen, Kirchliche Hochschulen und Fachhochschulen einschließlich der Fachhochschulen für öffentliche Verwaltung. Da die Berufsakademien in Baden-Württemberg und Sachsen zur Dualen Hochschule geworden sind und damit den Status einer Hochschule erlangt haben, zählt nun auch ein Abschluss an diesen Einrichtungen als Erststudium.

## Zulassung zum Zweitstudium
Ein Zweitstudienbewerber muss dieselben formalen Zulassungsvoraussetzungen erfüllen wie ein Erststudienbewerber.
Bei der Zulassung wird allerdings zwischen Erst- und Zweitstudienbewerbern unterschieden. Bei über die Stiftung für Hochschulzulassung vergebenen Studienplätzen sind je Studiengang für Zweitstudienbewerber 3 % der Studienplätze reserviert. Für die Zulassung zum Zweitstudium sind neben der Abschlussnote des Erststudiums die Beweggründe für die Aufnahme des Zweitstudiums entscheidend. Dies können berufliche, wirtschaftliche oder wissenschaftliche sein. Vorrang erhalten dabei Bewerber, deren Berufswunsch nur nach erfolgreichem Abschluss zweier Studiengänge möglich ist. Beispielsweise müssen Mund-, Kiefer-, Gesichtschirurgen ein Medizin- und Zahnmedizinstudium absolvieren.
Ganz ähnlich werden die Studienplätze in Studiengängen mit hochschulinterner Zulassungsbeschränkung vergeben. Einzelheiten dazu regelt jede Hochschule intern. Ist ein Studiengang nicht zulassungsbeschränkt, erhält jeder Studienbewerber einen Studienplatz, unabhängig davon, ob es ein Erst- oder Zweitstudienbewerber ist.
Absolviert ein Absolvent einer Fachhochschule einen Studiengang, der die allgemeine Hochschulreife (Abitur) voraussetzt, so ist er ein Zweitstudierender, unabhängig davon, ob er die allgemeine Hochschulreife bereits vor Antritt des Fachhochschulstudiums hatte oder erst durch dessen erfolgreichen Abschluss erreicht hat. Wechselt ein Studierender, der nach erfolgreichem Abschluss des FH-Vordiploms die fachgebundene Hochschulreife erworben hat, in einen ihm erst dadurch offenstehenden Studiengang, so ist er ein Studiengangwechsler.

## Kosten und Finanzierung eines Zweitstudiums
An einigen Universitäten in Deutschland sind die Semesterbeiträge bei einem Zweitstudium für die Studierenden deutlich höher als die bei einem Erststudium. So fallen beispielsweise in Baden-Württemberg und Rheinland-Pfalz für ein Zweitstudium grundlegend Zweitstudiengebühren an. Ebenfalls gestaltet sich die Finanzierung des Zweitstudiums deutlich schwieriger. So haben zum einen viele Zweitstudierende keinen BAföG-Anspruch, zum anderen werden an Zweitstudierende nur selten Stipendien vergeben.

## Möglichkeiten und Gründe eines Zweitstudiums
Da es sich bei einem Zweitstudium nicht um eine Sonderform des Studiengangs, sondern des Studierenden handelt, ist prinzipiell jeder Studiengang für ein Zweitstudium geeignet. Meistens stehen Erst- und Zweitstudium fachlich im Zusammenhang. Das Studium eines vom ersten Fachgebiet völlig unabhängigen Studiengangs ist aber auch möglich.
Die Gründe für die Aufnahme eines Zweitstudiums sind so vielfältig wie die Studienbewerber selbst. Bei der Bewerbung um einen Zweitstudienplatz in einem zulassungsbeschränkten Studiengang wird eine Rangfolge der Bewerber erstellt, bei der der Beurteilung der Beweggründe eine zentrale Bedeutung zukommt. Die Begründungsschreiben können (u. U. auch sollten) durch Gutachten untermauert werden.
Bei Studiengängen mit örtlicher Zulassungsbeschränkung hat die jeweilige Hochschule alle Freiheiten, die Kriterien unter Beachtung des Gleichbehandlungsgrundsatzes zu formulieren.
Die Stiftung für Hochschulzulassung erkennt beispielsweise folgende Gründe an:
- Zwingende berufliche Gründe (9 Punkte): Es wird ein Beruf angestrebt, der nur aufgrund zweier abgeschlossener Studiengänge ausgeübt werden kann. Beispiele: Mund-, Kiefer-, Gesichtschirurg, Schulpsychologe, Stabsapotheker der Bundeswehr, Organgeistliche (die nach dem Theologiestudium ein Lehramtsstudium absolvieren wollen).
- Wissenschaftliche Gründe (7, 9 oder 11 Punkte): Das Zweitstudium ist aus wissenschaftlichen Gründen im Hinblick auf eine spätere Tätigkeit in Wissenschaft und Forschung zu befürworten. Wissenschaftliche Gründe liegen vor, wenn im Hinblick auf eine spätere Tätigkeit in Wissenschaft und Forschung auf der Grundlage der bisherigen wissenschaftlichen und praktischen Tätigkeit eine weitere wissenschaftliche Qualifikation in einem anderen Studiengang angestrebt wird. Unterschieden werden drei Stufen: 7 Punkte, wenn die wissenschaftlichen Gründe durch den wissenschaftlichen Werdegang belegt sind. 9 Punkte, wenn die wissenschaftlichen Gründe von besonderem Gewicht und durch die bisherigen Leistungen belegt sind. 11 Punkte, wenn die Gründe von überragender wissenschaftlicher Bedeutung und durch hervorragende Leistungen belegt und von besonderem allgemeinem Interesse sind.
- Besondere berufliche Gründe (7 Punkte): Die berufliche Situation wird durch das Zweitstudium erheblich verbessert, weil das Zweitstudium eine sinnvolle Ergänzung des Erststudiums darstellt. Hierbei kommt es darauf an, welche berufliche Tätigkeit angestrebt wird und in welcher Weise beide Studiengänge die Berufsausübung fördern. Entscheidend ist die konkrete und individuelle Berufsplanung. Zwischen den Inhalten des Erststudiums und des angestrebten Zweitstudiums muss ein sachlicher Zusammenhang hergestellt werden können. Wird durch das Zweitstudium nur ein Berufswechsel angestrebt, werden die besonderen beruflichen Gründe nicht anerkannt.
- Sonstige berufliche Gründe (4 Punkte): Sonstige berufliche Gründe liegen vor, wenn das Zweitstudium aufgrund der beruflichen Situation aus sonstigen Gründen zu befürworten ist. Obwohl das zweite Studium keine sinnvolle Ergänzung darstellt, wird die berufliche Situation durch das Zweitstudium aus sonstigen Gründen erheblich verbessert. Eine genaue Darlegung ist erforderlich.
- Sonstige Gründe (1 Punkt)
- Einen Zuschlag von 2 Punkten kann erhalten, wer nach einer Familienphase die Wiedereingliederung oder den Neueinstieg in das Berufsleben plant.

## Unterschiede zwischen Studierenden im Erst- und Zweitstudium
Nach der Immatrikulation besteht kein Unterschied zwischen Erst- und Zweitstudierenden des gleichen Studiengangs. Beide Gruppen müssen dieselben Leistungen erbringen und werden gleich bewertet. Allerdings können Studienleistungen des Erststudiums prinzipiell auf das Zweitstudium angerechnet werden, sofern der Prüfungsausschuss die inhaltliche Gleichwertigkeit feststellt. Über die Anrechnung von Studienleistungen aus einem Erststudium auf ein Zweitstudium entscheidet wie bei Studiengangs- oder Hochschulwechsel immer der Prüfungsausschuss in jedem Einzelfall.
Außer in begründeten Härtefällen oder wenn das Zweitstudium für den angestrebten Beruf erforderlich ist, sind Zweitstudien nicht nach BAföG förderungsfähig. Zweitstudierende sind außerdem von den meisten Stipendiatenprogrammen ausgeschlossen. Im Gegensatz zum kostenlosen Erststudium werden in den Bundesländern Baden-Württemberg und Rheinland-Pfalz für ein Zweitstudium Studiengebühren erhoben.
siehe auch: Studiengebühren in Deutschland